# Junkers Ju 87
Junkers Ju 87 Stuka (štuka, z německého das Sturzkampfflugzeug) byl střemhlavý bombardér a bitevní letoun. Navržený byl Hermannem Pohlmannem a poprvé vzlétl v roce 1935. Ju 87 prodělal bojový debut v roce 1937 u Luftwaffe v rámci legie Condor během španělské občanské války a za druhé světové války sloužil v řadách Osy.
Letoun byl snadno rozeznatelný díky křídlům ve tvaru W a pevnému nezatahovacímu podvozku, na jehož kapotáž na náběžných hranách byly namontovány sirény Jericho-Trompete, které se staly propagandistickým symbolem německých vzdušných sil a vítězství během blitzkriegu v letech 1939–1942. Jeho konstrukce představila několik inovací, včetně automatických aerodynamických brzd pod oběma křídly, které zajistily, že se letoun dostane ze střemhlavého útoku, i když pilot bude mít v důsledku přetížení "zatemněno".
Na začátku války Ju 87 zaznamenal v přímé letecké podpoře a protilodním útokům značný úspěch, např. při leteckých útocích během invaze do Polska v září 1939. Štuky také hrály zásadní roli v rychlém dobytí Norska, Nizozemska, Belgie a Francie v roce 1940. Byly přesné a velmi účinné proti pozemním cílům, ale zranitelné vůči stíhacím letounům jako mnoho jiných střemhlavých bombardérů té doby. Během bitvy o Británii se na plno projevila nedostatečná manévrovatelnost, rychlost a obranná výzbroj, takže vyžadovaly silný stíhací doprovod.
Po bitvě o Británii byly Štuky nasazeny v balkánském tažení, v severní Africe, Středomoří a také na východní frontě, kde byly používány k celkové podpoře pozemních vojsk, jako účinné specializované protitankové a protilodní letouny. Jakmile Luftwaffe ztratila vzdušnou převahu, stala se Štuka snadným cílem nepřátelských stíhacích letadel. Vyráběna byla až do roku 1944, dokud se neobjevila lepší náhrada. Do roku 1945 ji z velké části nahradily bitevní verze letounu Focke-Wulf Fw 190, ale Štuky zůstaly ve službě až do konce války.
Odhaduje se, že mezi 1936 a srpnem 1944 bylo postaveno asi 5800 ks Ju 87 všech verzí.
Nejúspěšnějším pilotem byl Hans-Ulrich Rudel, který byl zároveň nejvíce vyznamenaným německým vojákem druhé světové války.

## Vývoj

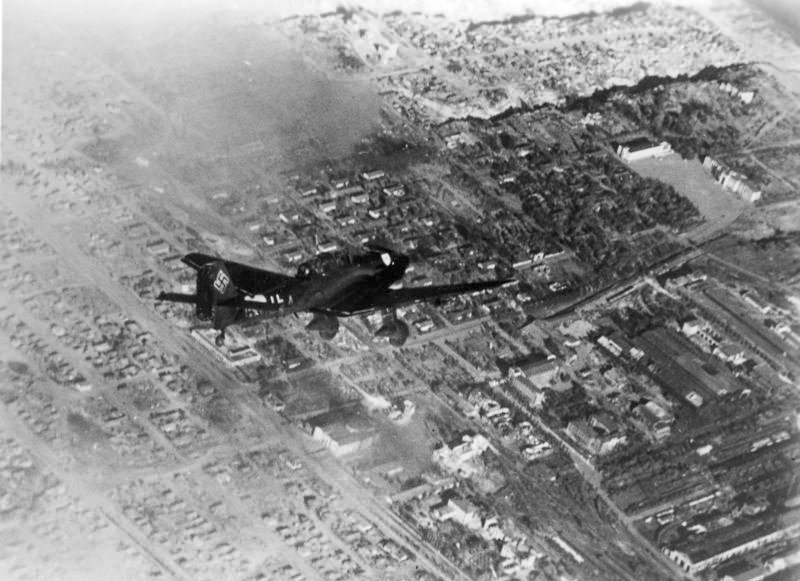
Štuka u Stalingradu

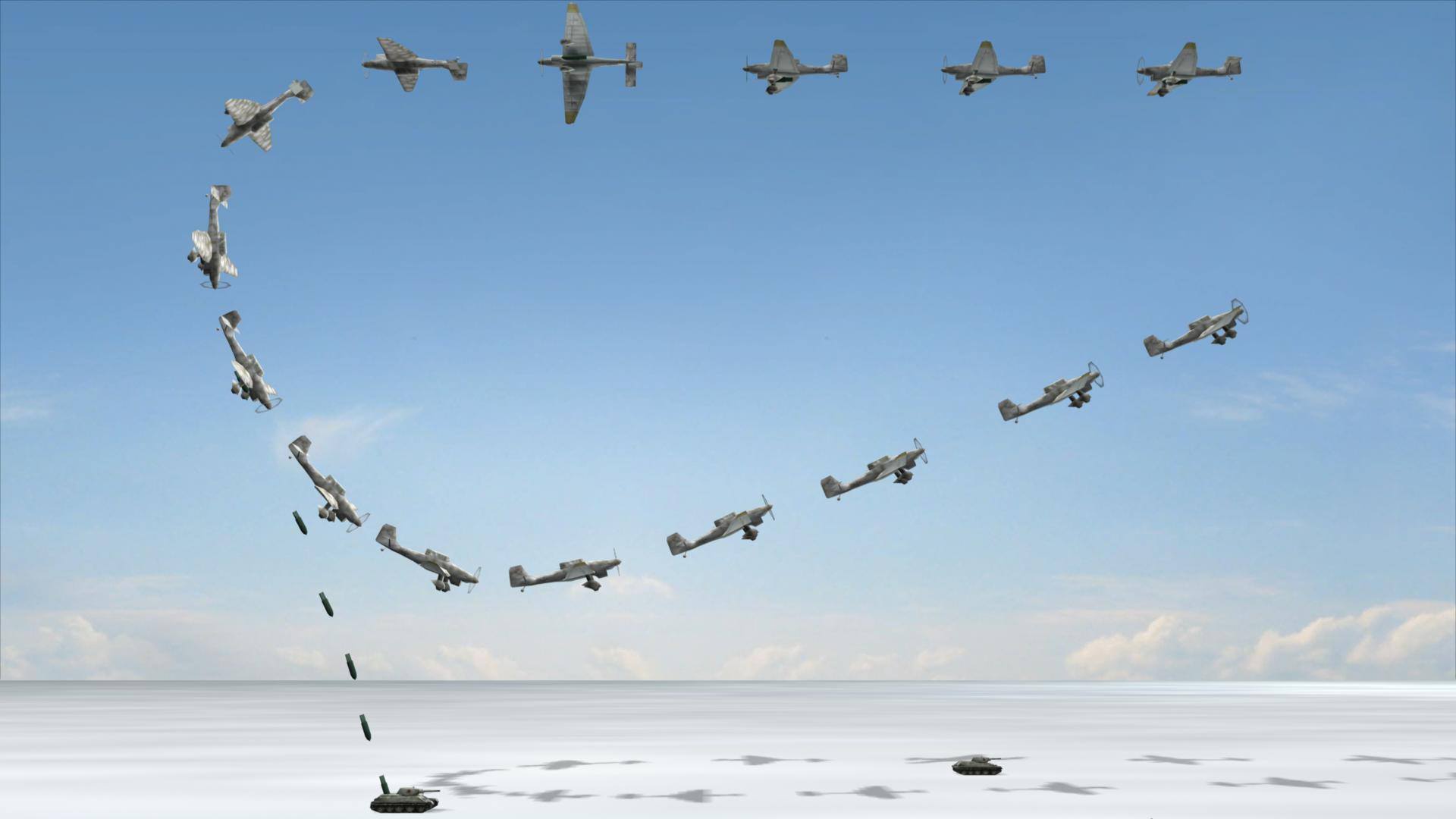
Postup při bombardování

Roku 1933 vypsalo RLM (říšské ministerstvo letectví) soutěž na výrobu střemhlavého bombardéru. Soutěže se zúčastnily firmy: Arado, Blohm & Voss, Heinkel a Junkers. Projekt firmy Junkers nakonec získal státní zakázku.
Předchůdcem Ju 87 bylo podobně koncipované letadlo Junkers K-47. První prototyp Ju 87V1 vzlétl 17. září 1935 na továrním letišti v Dessau. Stroj zkonstruoval Herman Polman. Už tehdy letadlo získalo svoje charakteristické rysy jako celokovová konstrukce centroplánu, či křídla do tvaru „W“ Prototyp byl poháněný motorem Rolls-Royce Kestrel V s maximálním výkonem 525 k. Pozdější prototypy se lišily motorem Junkers Jumo 210A s vyšším výkonem, jednoduchou směrovkou a průzorem v podlaze pro jednodušší bombardování. Výzbroj se skládala kromě nesených pum i z dvou kulometů MG 17 v křídlech a jednoho MG 15 ovládaného střelcem, pro krytí zadní polosféry. Prototypy měly nosnost jen do 500 kg. Ve své době byl stroj celkově dobrý, poměrně kvalitní a spolehlivý. Zkombinoval dobré letové vlastnosti, na svou třídu dostatečnou manévrovatelnost, dobrý výhled z kabiny a přesnost zásahů při bombardování, která se pohybovala okolo 30 m.
Na konci roku 1937 přišly první úpravy Ju 87A-0 a A-1 pozdější dokonalejší A-2 s novým motorem Ju-210D s větším výkonem (vyrobilo se 262 strojů). Luftwaffe však měla ke stroji výhrady. Ukázalo se, že nemá dostatečný dostup, operační dolet a malou nosnost bomb. Tyto nedostatky měla odstranit verze B. Ju 87B-1 se od předchůdců lišil zasouvatelným překrytem (na předešlých verzích se překryt kabiny vyklápěl na bok), jinak navrženou přední částí trupu a krytem motorů. Změny byly i na podvozku, rádiové anténě a směrovce. Na podvozkovou nohu byla namontovaná náporová siréna (charakteristická pro tento letoun) pro svůj psychologický účinek na nepřítele i civilní obyvatelstvo během útoku. Jiný byl i motor Ju-211A a později D s výkonem 1000, či později 1200 k. V prosinci 1939 začala výroba verze B-2. Ta se lišila větším vodním chladičem a dřevěnou vrtulí, která nahradila kovovou. Vylepšení se dočkala i radiostanice. Verze B-2 mohla nést až 1000 kg pum. Tento typ se dočkal svého křtu ohněm ve Španělsku. Později v 2. světové válce.

## Konstrukce

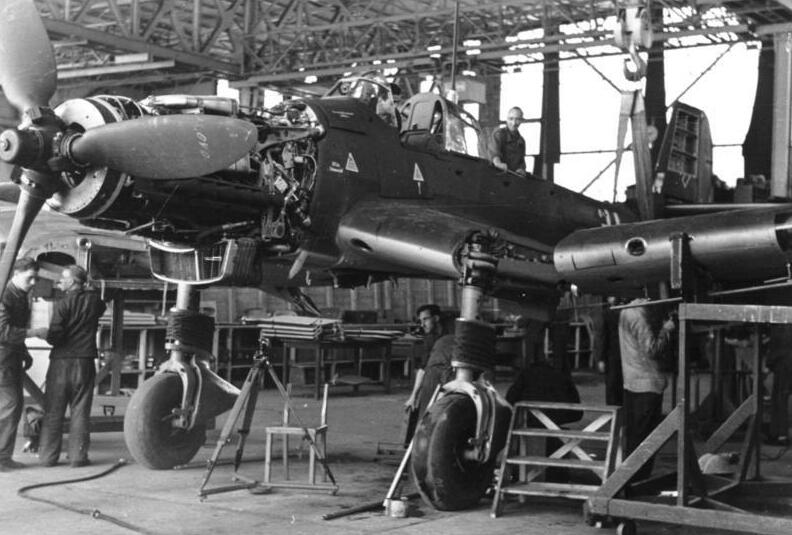
Montáž křídla u Ju 87D

Junkers Ju 87D byl dvoumístný, jednomotorový samonosný dolnoplošník. Kovová kostra křídel, pevných i pohyblivých ocasních ploch byla potažená duralem. Krycí plechy také duralové. Řadový motor s typickým chladičem poháněl trojlistou, dřevěnou vrtuli s nastavitelným úhlem náběhu listů. Podvozek byl pevný. Hlavní podvozkové nohy kapotované v typických „bačkorách“. Výzbroj verze D tvořily dva pevné kulomety MG 81 kalibru 7,92 mm a jeden pohyblivý dvojitý kulomet stejné ráže.

## Služba

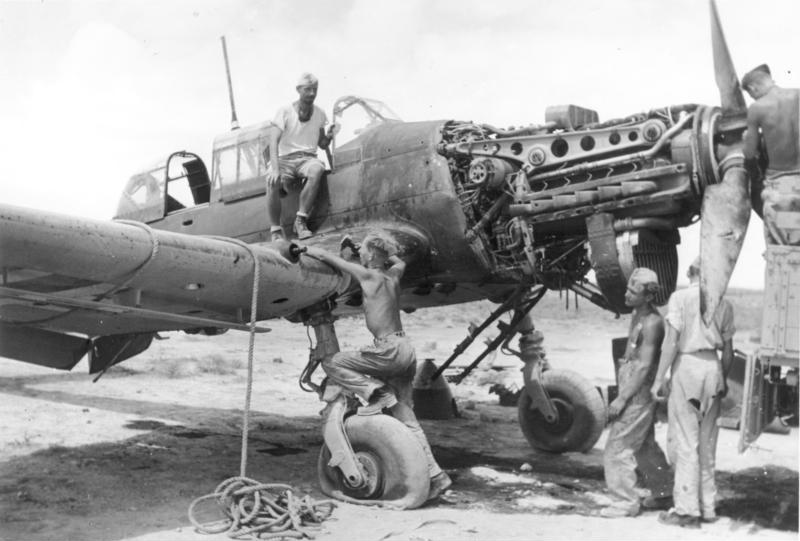
Údržba v Africe, 1941-42

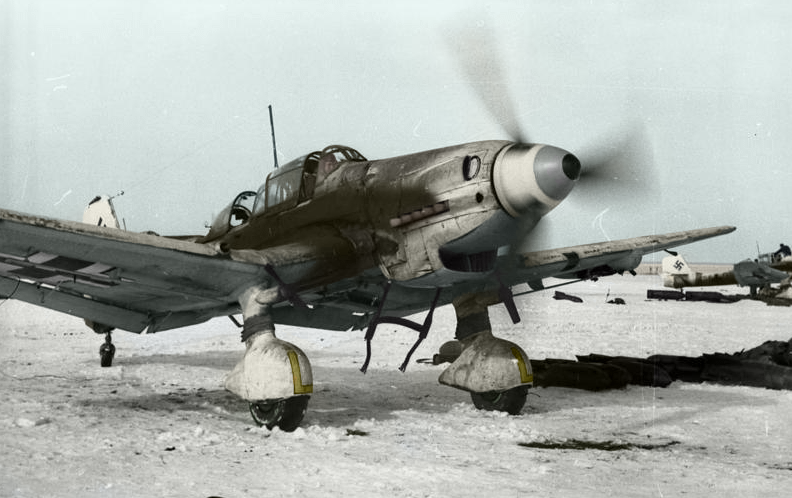
Ju 87D v SSSR, leden/únor 1943

Během invaze do Polska, útoku na Nizozemsko, Belgii a Francii zaznamenaly Ju 87B velké úspěchy a účinně pomáhaly postupujícím německým jednotkám jako „létající dělostřelectvo“. Zaznamenaly dokonce první sestřel, když 1. září 1939 sestřelily polský letoun PZL P.11. Kryté převahou stíhacích Bf 109 předváděly exhibice v přesném bombardování vojenských i nevojenských cílů, a tak získaly jednak fantastickými úspěchy (za příznivých podmínek), jako i výbornou propagandou přímo legendární pověst univerzální všeničící zbraně. Avšak už po jednom měsíci nasazení v bitvě o Británii v roce 1940 britské stíhačky ukázaly, že „Štuky“ jsou ve své skutečné podobě pomalá, neohrabaná a nedostatečně ozbrojená jednoúčelová letadla a musely být z bojů kvůli vysokým ztrátám staženy. Proto byly nasazeny ve Středomoří a Africe, kde britské letectvo ještě tak silné nebylo. Pokusem o zlepšení stroje byla výroba verze D. Ta byla nasazovaná hlavně na východní frontě, kde v první letech bojů byla skutečně velkou oporou postupujících Němců. Jakmile Němci postupně přišli o vzdušnou převahu i na tomto bojišti (tento proces byl pozvolný a probíhal během roku 1943), nasazení Štuk se stávalo stále obtížnější, ztrátovější a méně efektivní. Jako podpůrné bitevní a lehké bombardovací letouny byly postupně nahrazovány Focke-Wulfy 190 (verze F a G), jako specializované protitankové letouny byly v omezené míře používány i nadále, a to až do konce války. Protitanková verze G byla poprvé masivněji nasazena u Kurska. Taktika útoku na tanky byla jednoduchá ale velmi účinná. Stroje útočily z malé výšky a mířily své kanóny na zadní část tanků. Tam se nacházelo jejich nejslabší pancéřování, které protipancéřové střely spolehlivě prorážely. Přestože množství nesené munice do těchto 37mm kanónů nebylo velké (2x12 granátů), dokázaly během jednoho letu zničit několik ruských tanků a jiných pancéřových vozidel. Hans-Ulrich Rudel na Ju 87 dosáhl neuvěřitelných 519 zničených tanků do konce války a jedné bitevní lodi (Marat) . Ještě v únoru 1945 se zúčastnily tyto typy Štuk dočasně velmi úspěšných útoků Luftwaffe na směrem k Berlínu postupující sovětská vojska, nicméně šlo o jejich labutí píseň.

## Varianty

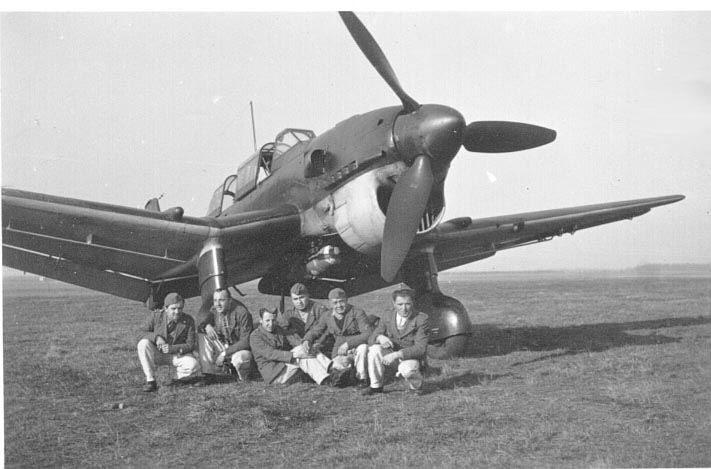
Italská Štuka na zemi

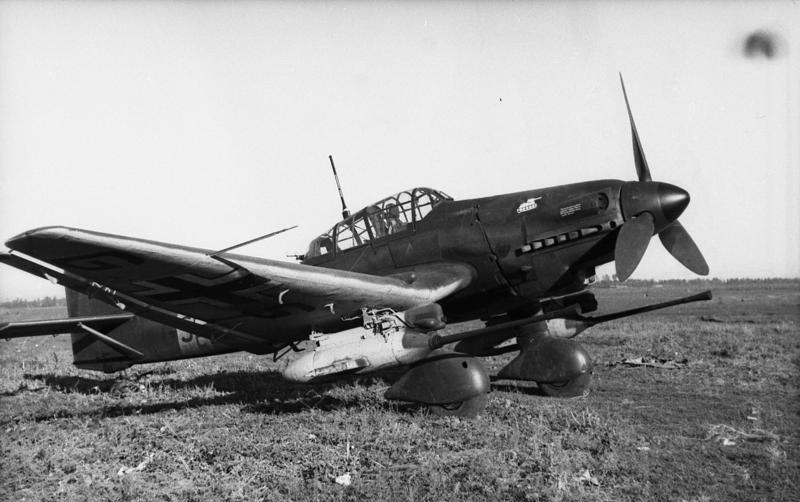
Protitanková verze G-2 od 10(Pz)./SG 1

- Ju 87B-2 U1 nebo také (U2) – měla jinou radiostanici
- Ju 87B-2 U3 – měla zlepšené pancéřovaní posádky
- Ju 87B-2 U4 – verze která používala namísto kol, sněžné lyže (nevyráběla se sériově)
- Ju 87B-2 trop – verze určená do pouštních podmínek
- Ju 87C – určená pro letadlové lodě
- Ju 87R-1 – měla prodloužený dolet, možnost nést vnější přídavné nádrže a celková nosnost zvětšená o 250kg
- Ju 87D-1 – byla nejvyráběnější verze (1037 ks), která byla upravená na základě prvních bojových zkušeností. Zlepšené bylo hlavně pancéřování posádky, změnila se obranná výzbroj z jednoho MG 15 na 2 MG 81Z, použitá byla novější verze motoru Ju-211F a později od února 1941 J. Úpravy se dočkal i podvozek a závěsníky, takže letadlo odneslo až 1800 kg bomb.
- Ju 87D-1 trop - verze určená do pouštních podmínek
- Ju 87D-2 – verze určená na tažení kluzáků
- Ju 87D-3 – verze pro útoky na pozemní cíle (tedy změna, oproti střemhlavému bombardování)
- Ju 87D-4 – torpédový bombardér
- Ju 87D-5 - verze pro útoky na pozemní cíle, zlepšené pancéřování, výzbroj 2x 20mm kanóny MG 151/20, větší rozpětí křídel; několik ks této verze bylo od března 1943 vyrobených i na Slovensku v továrně v Trenčianských Biskupicích
- Ju 87D-6 – zjednodušení předešlé verze, nevyráběné sériově
- Ju 87D-7 a D-8 – noční bombardéry, nový motor Ju-211P (1500 k), odstraněné vzdušné brzdy
- Ju 87E – opět novější verze pro letadlové lodě, která mohla nést i torpéda
- Ju 87F – verze s větším rozpětím křídel, nevyráběná sériově
- Ju 87G – verze odvíjející se od verze D-5, avšak speciální určená na boj proti tankům. Byla vybavená dvěma 37mm kanóny BK 37. Vznikla na podnět německého esa Hanse-Ulricha Rudela létajícím na strojích Ju 87. Zkoušená už v roce 1942. V boji ve větším množství poprvé nasazená roku 1943 u Kurska.
- Ju 87H – verze s dvojitým řízením, cvičná

## Dochované letouny

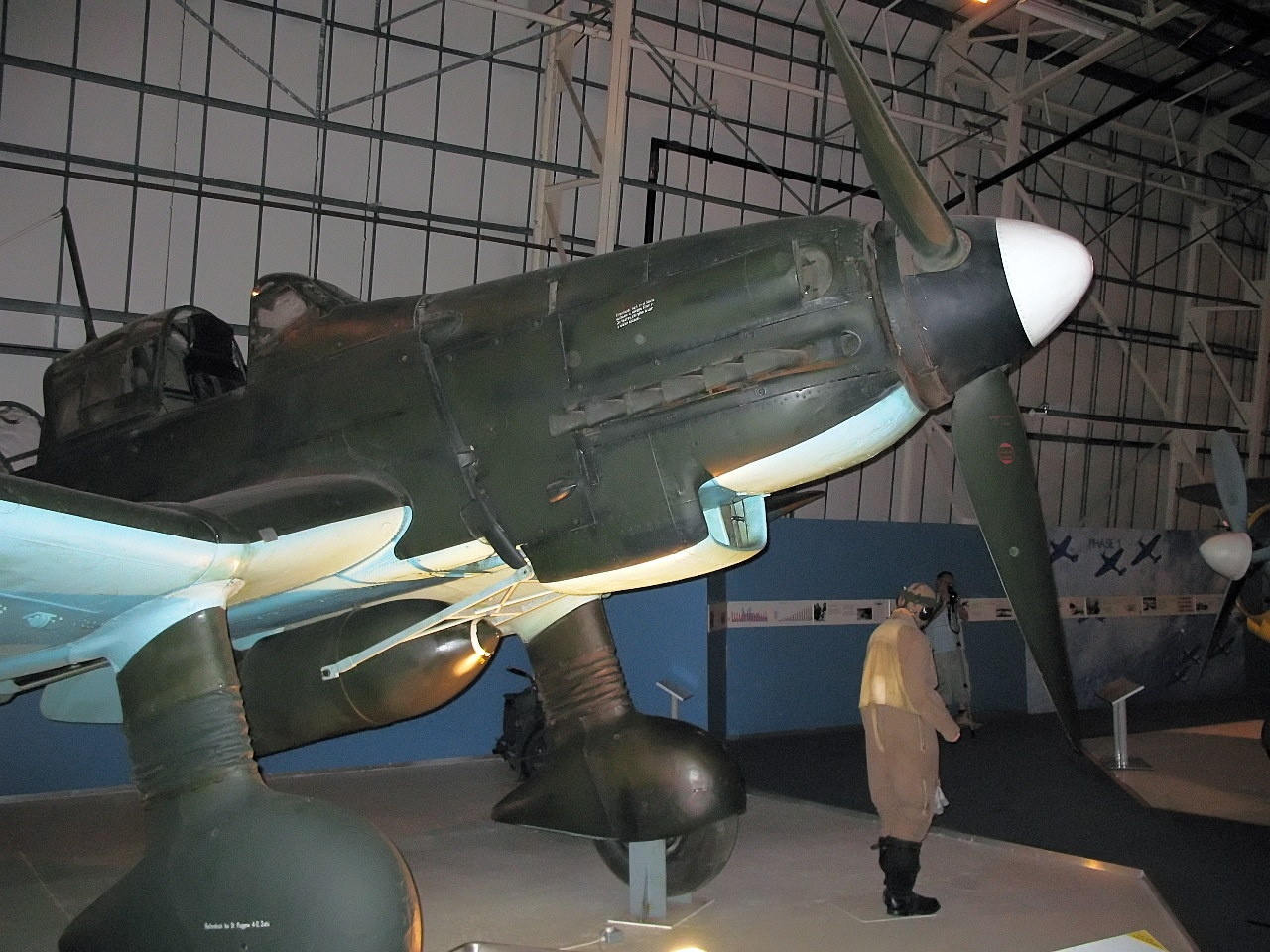
Werk Nr. 494083, Royal Air Force Museum
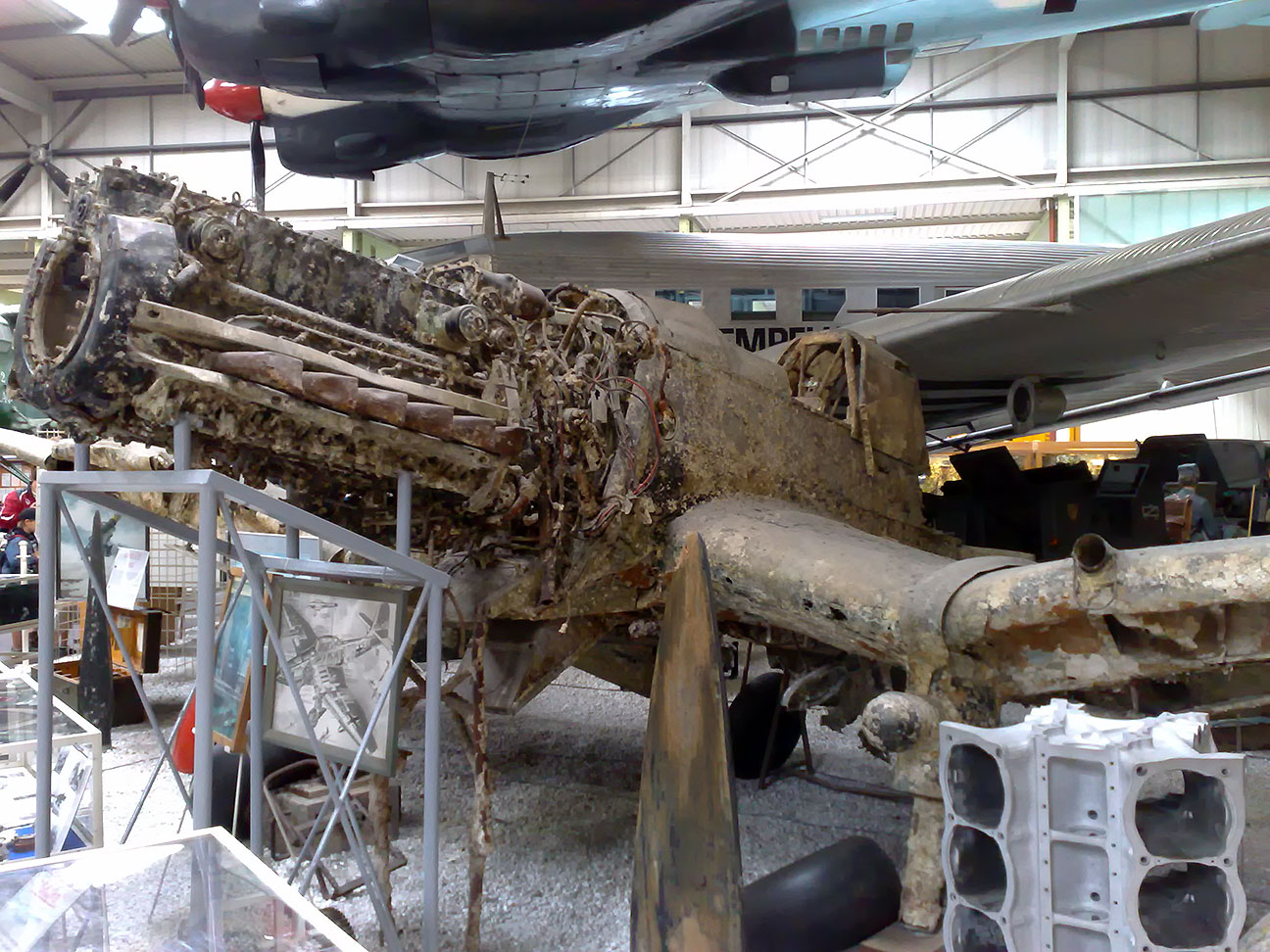
Vrak Ju 87, Sinsheim Auto & Technik Museum
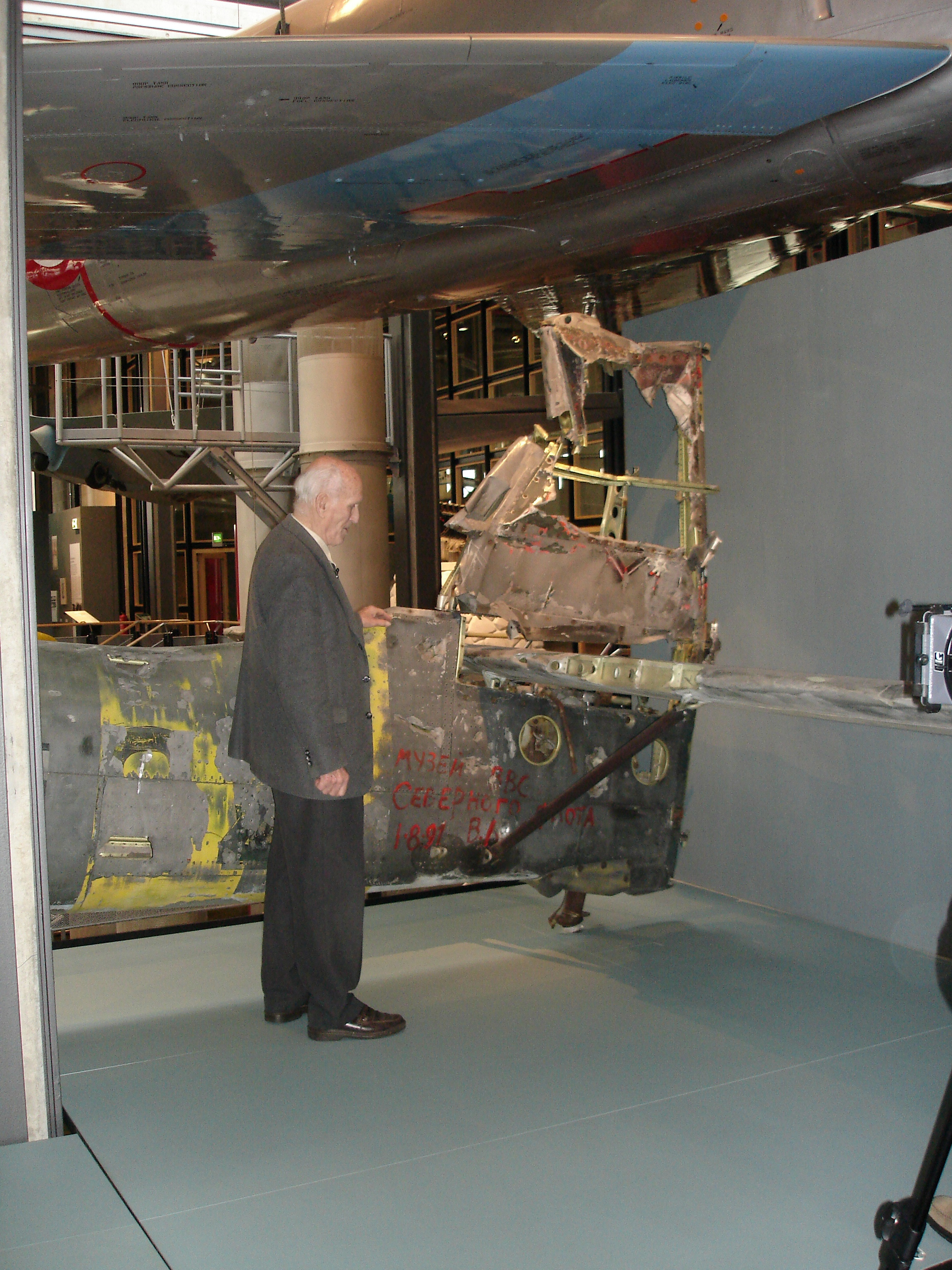
Deutsches Technikmuseum, se střelcem-veteránem, který vypráví o svých bojích v Africe
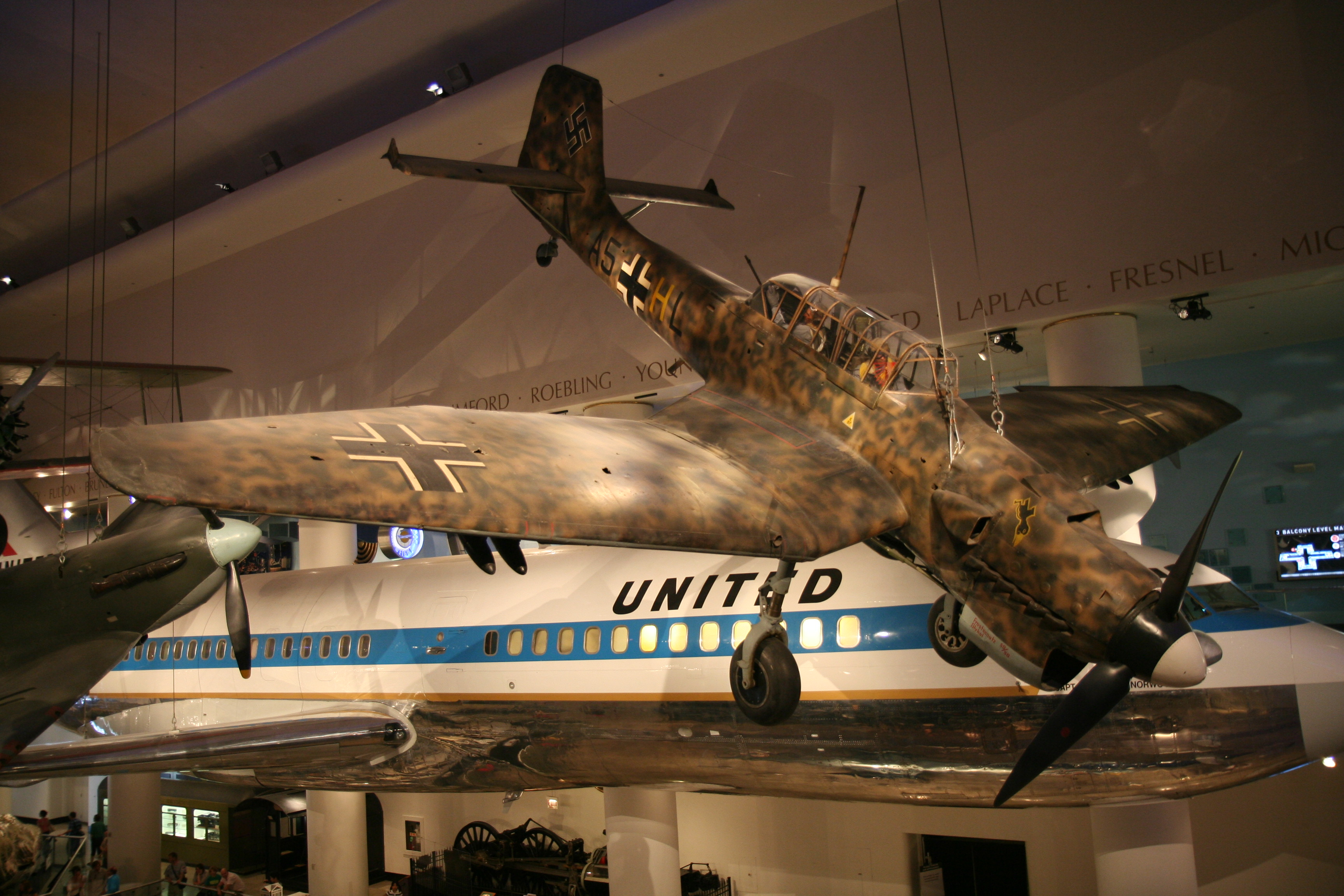
CWerk Nr. 5954 v markingu SG 1, Chicago Museum of Science and Industry
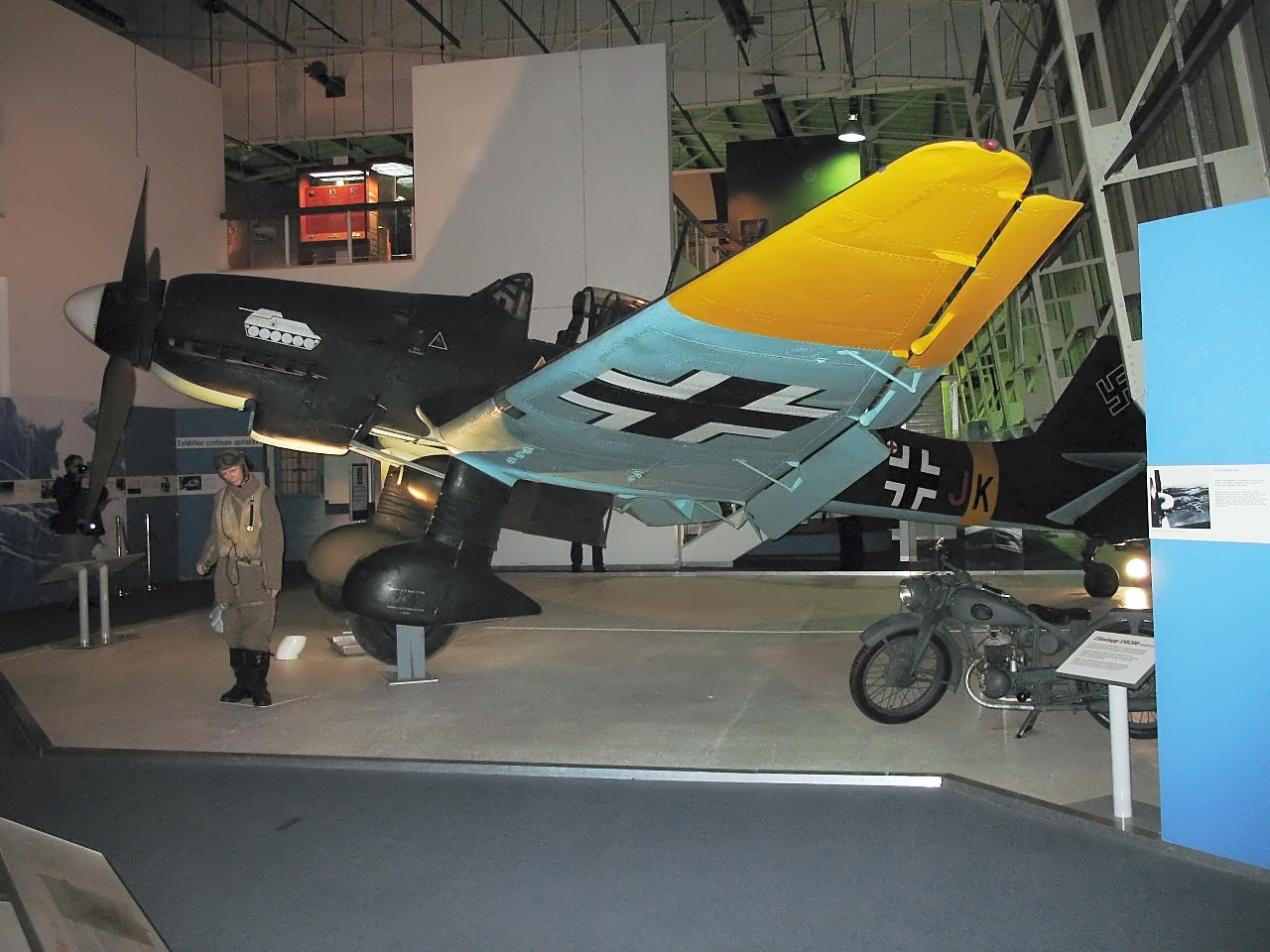
Ju 87 G-2, Werk Nr. 494083, Royal Air Force Museum Hendon

## Specifikace (Ju 87 B-2)

Nákres Ju 87 B-2

### Technické údaje
- Osádka: 2 (pilot, kulometčík-pozorovatel)
- Rozpětí: 13,8 m
- Délka: 11 m
- Výška: 4,23 m
- Nosná plocha: 31,90 m²
- Hmotnost prázdného stroje: 3 205 kg
- Vzletová hmotnost: 4 320 kg
- Maximální vzletová hmotnost: 5 000 kg
- Pohonné jednotky: 12válcový řadový motor Junkers Jumo 211D, výkonu 1 184 koní (883 kW)
- Vrtule: Třílistá Junkers VS 5 o průměru 3,4 m

### Výkony
- Maximální rychlost: 390 km/h (verze D až 408 km/h)
- Dostup: 8 200 m
- Dolet: 500 km s nákladem 500 kg pum (verze D až 820 km)

### Výzbroj
- 2× dopředu mířící kulomety MG 17 ráže 7,92 mm, 1× dozadu mířící kulomet MG 15 ráže 7,92 mm
- 1× 250 kg puma pod trupem a 4× 50 kg pumy, dvě pumy pod každým křídlem.